# هه هانبین
هه هانبین (انگلیسی: He Hanbin؛ زادهٔ ۱۰ ژانویهٔ ۱۹۸۶) بدمینتون‌باز اهل چین است.